# آمد

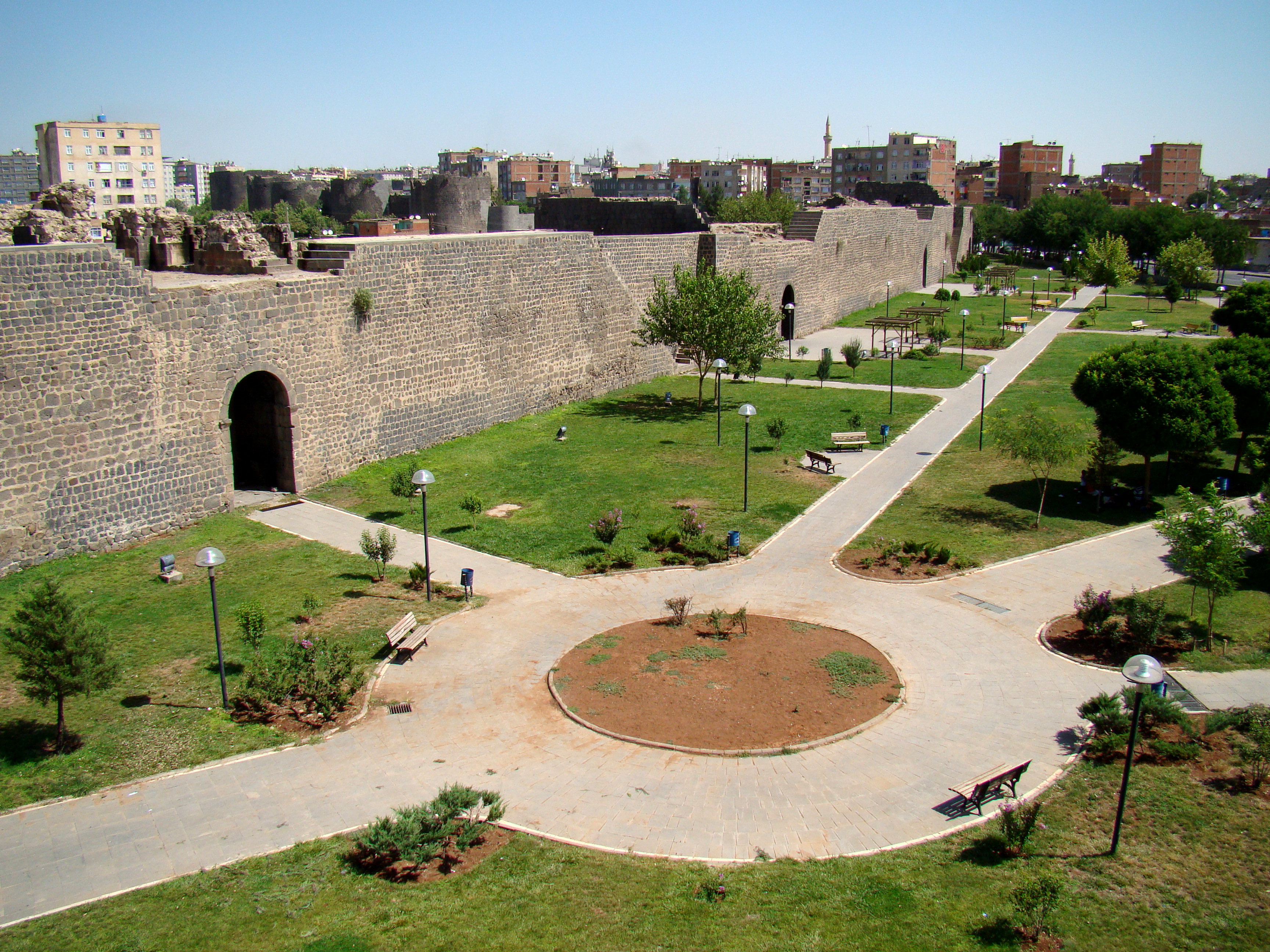
دیوارهای امیدا. این دیوارها پیش از محاصره آمد به دستور کنستانتیوس دوم ساخته شدند.

آمِد یا اَمیدا (به یونانی: Ἄμιδα) نام شهری باستانی که در حال حاضر در جنوب کشور ترکیه در بخش آناتولی جنوب شرقی جای دارد و شهر آمِد مرکز  استان دیاربکر میباشد. این شهر پرجمعیت‌ترین شهر کاملاً کردنشین ترکیه و دومین در جهان است. تاریخ‌نگاران رومی همچو امیانوس مارسلینوس و پروکوپیوس از آن به عنوان بخشی از میانرودان نام برده‌اند. آمِد نام کهن و قدیمی می‌باشد که کردها اکنون به این شهر اطلاق می‌کنند. اما در دوره عثمانیان واژه دیاربکر برای آن در نظر گرفته شد. این منطقه بخش بزرگی از مناطق کردستان در ترکیه می‌باشد. که در دوره‌های تاریخی مختلفی جنگهای بسیاری از سوی حاکمان متجاوز در آن رخ داده‌است و کشتارهای زیادی را بخود دیده‌است. کشتار ارمنیان توسط عثمانی‌ها در این شهر نیز رویداده است.
آمد بعداً به دیار بکر و اکنون به نام استان «ایل» تغییر نام داده‌است. البته قلمرو و مختصات جغرافیایی و مدنی آن هم تحولاتی داشته‌است. این منطقه در شمال بین‌النهرین و در کشور ترکیه کنونی واقع است. در دوره عثمانیان، نام دیاربکر بر این منطقه تصویب شد و قبل آن، به آمد شهرت داشت. آمد از شهرهای مشهور و مهم در دوره عباسیان، سلجوقیان، تیموریان بود. اما آمد در دوره صفویه در قلمرو ایران قرار داشت. البته عثمانیها در جنگ چالدران، آمد را از ایران جدا کرده و به نام دیار بکر، جزء پنجمین ایالت خود تثبیت کردند.